# Tony Roche
Anthony Dalton „Tony“ Roche AO MBE (* 17. Mai 1945 in Wagga Wagga) ist ein ehemaliger australischer Tennisspieler.

## Karriere

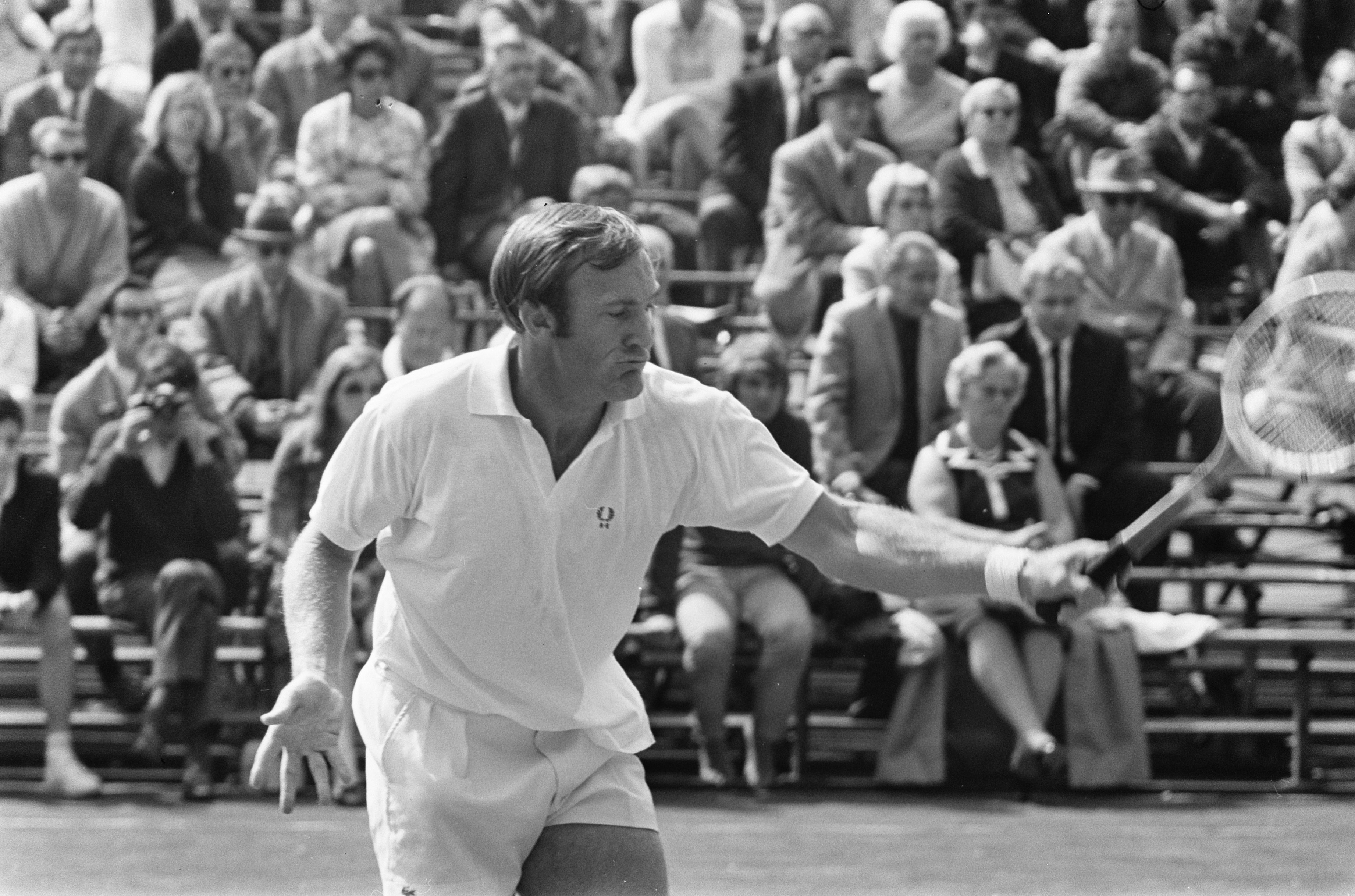
Tony Roche 1969

Tony Roche gewann in seiner Karriere insgesamt 11 Einzel- und 18 Doppeltitel.
Er gewann bei den französischen Meisterschaften 1966 den Titel im Herreneinzel und stand 1968 in Wimbledon sowie 1969 und 1970 bei den US Open im Finale. 
Im Doppel gewann er bei den Australian Open fünfmal den Titel (1965, 1967, 1971, 1976, 1977), ebenso fünfmal in Wimbledon (1965, 1968, 1969, 1970, 1974), zweimal (1967, 1969) bei den French Open und einmal (1967) bei den US Open. Er ist damit einer von wenigen Spielern, die einen Karriere-Grand-Slam erreicht haben und mit insgesamt 13 Grand-Slam-Titeln einer der erfolgreichsten Doppelspieler überhaupt. Sein regelmäßiger Doppelpartner war John Newcombe.
Den Davis Cup gewann er mit der australischen Mannschaft 1964, 1965, 1966, 1967, 1974 und 1978.
Seine höchsten Platzierungen in den Anfang der 1970er Jahre eingeführten Weltranglisten der Spielergewerkschaft ATP erreichte er mit Platz acht am 16. November 1975 und Platz 12 am 30. August 1977. Roche war noch bis 1984 in der Doppelweltrangliste geführt.

## Erfolge
Nachfolgend werden die Erfolge bei Grand-Slam-Turnieren und seit Beginn der Open Era aufgeführt.
| Legende                |
| Saisonendveranstaltung |
| Grand Slam (9)         |
| Open-Era-Turniere (31) |

| Titel nach Belag |
| Hartplatz (9)    |
| Rasen (14)       |
| Sand (12)        |
| Teppich (5)      |

### Einzel

#### Turniersiege
| Nr  | Datum             | Turnier                                           | Platzbelag | Finalgegner      | Ergebnis                |
| --- | ----------------- | ------------------------------------------------- | ---------- | ---------------- | ----------------------- |
| 1.  | 23. Mai 1966      | Internationale französische Tennismeisterschaften | Sand       | István Gulyás    | 6:1, 6:4, 7:5           |
| 2.  | 20. Januar 1968   | Sydney                                            | Teppich    | Nikola Pilić     | 96:33                   |
| 3.  | 2. Oktober 1968   | Johannesburg                                      | Teppich    | Earl Buchholz    | 6:2, 9:7                |
| 4.  | 11. Oktober 1968  | Kapstadt                                          | Teppich    | Cliff Drysdale   | 6:2, 6:1                |
| 5.  | 7. November 1968  | Wien                                              | Hartplatz  | John Newcombe    | 6:4, 7:5                |
| 6.  | 28. November 1968 | New York                                          | Teppich    | Pancho Gonzales  | 6:4, 6:3                |
| 7.  | 13. Januar 1969   | Sydney (1)                                        | Rasen      | Rod Laver        | 6:4, 4:6, 9:7, 12:10    |
| 8.  | 29. Januar 1969   | Auckland                                          | Rasen      | Rod Laver        | 6:1, 6:4, 4:6, 6:3      |
| 9.  | 13. Februar 1969  | Hollywood                                         | Sand       | Rod Laver        | 6:3, 9:7, 6:4           |
| 10. | 23. Februar 1969  | Oakland                                           | Sand       | Rod Laver        | 4:6, 6:4, 11:9          |
| 11. | 4. August 1969    | Hamburg                                           | Sand       | Tom Okker        | 6:1, 5:7, 7:5, 8:6      |
| 12. | 3. Oktober 1969   | Tucson                                            | Hartplatz  | Tom Okker        | 9:7, 6:1                |
| 13. | 13. November 1969 | Wien                                              | Hartplatz  | Tom Okker        | kampflos                |
| 14. | 4. Januar 1970    | Australian Round Robin                            | Rasen      | John Newcombe    | 5:7, 7:5, 7:5           |
| 15. | 6. Juli 1970      | Dublin                                            | Rasen      | Rod Laver        | 6:3, 6:1                |
| 16. | 13. Juli 1970     | Gstaad                                            | Sand       | Tom Okker        | 6:3, 7:5, 6:3           |
| 17. | 3. August 1970    | Boston                                            | Hartplatz  | Rod Laver        | 3:6, 6:4, 1:6, 6:2, 6:2 |
| 18. | 17. Juli 1972     | Washington                                        | Sand       | Marty Riessen    | 3:6, 7:6, 6:4           |
| 19. | 16. Dezember 1974 | Australien Sydney (2)                             | Rasen      | Phil Dent        | 7:6, 4:6, 3:6, 6:2, 8:6 |
| 20. | 12. April 1976    | Charlotte                                         | Sand       | Vitas Gerulaitis | 6:3, 3:6, 6:1           |
| 21. | 27. Dezember 1976 | Australien Sydney (3)                             | Rasen      | Dick Stockton    | 6:3, 3:6, 6:3, 6:4      |
| 22. | 19. Juni 1978     | Queen’s Club                                      | Rasen      | John McEnroe     | 8:6, 9:7                |

#### Finalteilnahmen
| Nr  | Datum              | Turnier                                               | Platzbelag | Finalgegner      | Ergebnis                |
| --- | ------------------ | ----------------------------------------------------- | ---------- | ---------------- | ----------------------- |
| 1.  | 17. Mai 1965       | Internationale französische Tennismeisterschaften (1) | Sand       | Fred Stolle      | 6:3, 0:6, 2:6, 3:6      |
| 2.  | 22. Mai 1967       | Internationale französische Tennismeisterschaften (2) | Sand       | Roy Emerson      | 1:6, 4:6, 6:2, 2:6      |
| 3.  | 9. Februar 1968    | Miami                                                 | Teppich    | Earl Buchholz    | 22:31, 26:31            |
| 4.  | 9. Februar 1968    | Fresno                                                | Teppich    | Earl Buchholz    | 23:31, 29:31            |
| 5.  | 9. Februar 1968    | Baltimore                                             | Teppich    | Dennis Ralston   | 0:6, 4:6                |
| 6.  | 24. Juni 1968      | Wimbledon                                             | Rasen      | Rod Laver        | 3:6, 4:6, 2:6           |
| 7.  | 26. September 1968 | Pretoria                                              | Teppich    | John Newcombe    | 9:11, 6:4, 3:6          |
| 8.  | 6. Oktober 1968    | Durban                                                | Hartplatz  | John Newcombe    | 3:6, 4:6                |
| 9.  | 10. Oktober 1968   | Port Elizabeth                                        | Hartplatz  | Roger Taylor     | 8:10                    |
| 10. | 16. Oktober 1968   | Kimberley                                             | Sand       | John Newcombe    | 6:10                    |
| 11. | 30. Dezember 1968  | Hobart                                                | Rasen      | Fred Stolle      | 3:6, 6:0, 4:6, 1:6      |
| 12. | 6. Februar 1969    | Philadelphia (1)                                      | Teppich    | Rod Laver        | 5:7, 4:6, 4:6           |
| 13. | 21. April 1969     | Rom                                                   | Sand       | John Newcombe    | 3:6, 6:4, 2:6, 7:5, 3:6 |
| 14. | 27. August 1969    | US Open (1)                                           | Rasen      | Rod Laver        | 9:7, 1:6, 2:6, 2:6      |
| 15. | 17. November 1969  | Wembley                                               | Teppich    | Rod Laver        | 4:6, 1:6, 3:6           |
| 16. | 10. Januar 1970    | Melbourne                                             | Rasen      | John Newcombe    | 4:6, 4:6, 6:4, aufgg.   |
| 17. | 2. Februar 1970    | Philadelphia (2)                                      | Teppich    | Rod Laver        | 3:6, 6:8, 2:6           |
| 18. | 2. September 1970  | US Open (2)                                           | Rasen      | Ken Rosewall     | 6:2, 4:6, 6:7, 3:6      |
| 19. | 4. Mai 1973        | Kansas-City                                           | Hartplatz  | Charlie Pasarell | 1:6, 6:3, 3:6           |
| 20. | 11. November 1974  | Bombay                                                | Sand       | Onny Parun       | 3:6, 3:6, 6:7           |
| 21. | 16. Juni 1975      | Nottingham                                            | Rasen      | Tom Okker        | 1:6, 6:3, 3:6           |
| 22. | 10. Oktober 1977   | Brisbane                                              | Rasen      | Vitas Gerulaitis | 7:6, 1:6, 1:6, 5:7      |

### Doppel

#### Turniersiege
| Nr  | Datum             | Turnier             | Platzbelag | Partner       | Finalgegner                      | Ergebnis                  |
| --- | ----------------- | ------------------- | ---------- | ------------- | -------------------------------- | ------------------------- |
| 1.  | 24. Juni 1968     | Wimbledon (1)       | Rasen      | John Newcombe | Ken Rosewall Fred Stolle         | 3:6, 8:6, 5:7, 14:12, 6:3 |
| 2.  | 28. Mai 1969      | French Open         | Sand       | John Newcombe | Roy Emerson Rod Laver            | 4:6, 6:1, 3:6, 6:4, 6:4   |
| 3.  | 23. Juni 1969     | Wimbledon (2)       | Rasen      | John Newcombe | Tom Okker Marty Riessen          | 7:5, 11:9, 6:3            |
| 4.  | 22. Juni 1970     | Wimbledon (3)       | Rasen      | John Newcombe | Ken Rosewall Fred Stolle         | 10:8, 6:3, 6:1            |
| 5.  | 2. August 1970    | Louisville          | Sand       | John Newcombe | Roy Emerson Rod Laver            | 8:6, 5:7, 6:4             |
| 6.  | 7. März 1971      | Australian Open (1) | Rasen      | John Newcombe | Tom Okker Marty Riessen          | 6:2, 7:6                  |
| 7.  | 29. März 1971     | Miami               | Hartplatz  | John Newcombe | Roy Emerson Rod Laver            | 7:6, 7:6                  |
| 8.  | 3. Mai 1971       | Rom                 | Sand       | John Newcombe | Andrés Gimeno Roger Taylor       | 6:4, 6:4                  |
| 9.  | 3. Mai 1971       | Teheran             | Sand       | John Newcombe | Bob Carmichael Ray Ruffels       | 6:4, 6:7, 6:1             |
| 10. | 26. Juni 1972     | St. Louis           | Hartplatz  | John Newcombe | John Alexander Phil Dent         | 7:6, 6:2                  |
| 11. | 31. Juni 1972     | Boston              | Hartplatz  | John Newcombe | Arthur Ashe Bob Lutz             | 6:3, 1:6, 7:6             |
| 12. | 17. Februar 1974  | Toronto             | Teppich    | Raúl Ramírez  | Tom Okker Marty Riessen          | 6:3, 2:6, 6:4             |
| 13. | 24. Juni 1974     | Wimbledon (4)       | Rasen      | John Newcombe | Bob Lutz Stan Smith              | 8:6, 6:4, 6:4             |
| 14. | 29. Dezember 1975 | Australian Open (2) | Rasen      | John Newcombe | Ross Case Geoff Masters          | 7:6, 6:4                  |
| 15. | 12. April 1976    | Charlotte           | Sand       | John Newcombe | Vitas Gerulaitis Gene Mayer      | 6:3, 7:5                  |
| 16. | 3. Januar 1977    | Australian Open (3) | Rasen      | Arthur Ashe   | Charlie Pasarell Erik van Dillen | 6:4, 6:4                  |
| 17. | 17. Oktober 1977  | Sydney Indoor (1)   | Hartplatz  | John Newcombe | Ross Case Geoff Masters          | 6:7, 6:3, 6:1             |
| 18. | 16. Oktober 1978  | Sydney Indoor (1)   | Hartplatz  | John Newcombe | Mark Edmondson John Marks        | 6:4, 6:3                  |

#### Finalteilnahmen
| Nr  | Datum             | Turnier      | Platzbelag  | Partner        | Finalgegner               | Ergebnis             |
| --- | ----------------- | ------------ | ----------- | -------------- | ------------------------- | -------------------- |
| 1.  | 13. August 1968   | Hamburg      | Sand        | John Newcombe  | Tom Okker Marty Riessen   | 4:6, 4:6, 5:7        |
| 2.  | 30. Dezember 1968 | Hobart       | Rasen       | Fred Stolle    | Mal Anderson Roger Taylor | 5:7, 3:6, 6:1, 4:6   |
| 3.  | 13. August 1970   | Philadelphia | Teppich     | John Newcombe  | Tom Okker Marty Riessen   | 6:8, 4:6             |
| 4.  | 22. März 1971     | Chicago      | Teppich     | John Newcombe  | Tom Okker Marty Riessen   | 6:7, 6:4, 6:7        |
| 5.  | 2. Februar 1972   | Richmond     | Teppich     | John Newcombe  | Tom Okker Marty Riessen   | 6:7, 6:7             |
| 6.  | 8. Februar 1972   | Philadelphia | Teppich     | John Newcombe  | Arthur Ashe Bob Lutz      | 3:6, 7:6, 3:6        |
| 7.  | 18. April 1972    | Charlotte    | Sand        | John Newcombe  | Tom Okker Marty Riessen   | 4:6, 6:4, 6:7        |
| 8.  | 1. Mai 1972       | Las Vegas    | Hartplatz   | John Newcombe  | Roy Emerson Rod Laver     | kampflos             |
| 9.  | 17. Juli 1972     | Washington   | Sand        | John Newcombe  | Tom Okker Marty Riessen   | 6:3, 3:6, 2:6        |
| 10. | 14. April 1974    | Monte Carlo  | Sand        | Manuel Orantes | John Alexander Phil Dent  | 6:75, 6:4, 6:75, 3:6 |
| 11. | 14. Oktober 1974  | Sydney       | Hartplatz   | John Newcombe  | Ross Case Geoff Masters   | 4:6, 4:6             |
| 12. | 6. Februar 1977   | Richmond     | Teppich (i) | Ross Case      | Wojciech Fibak Tom Okker  | 4:6, 4:6             |
| 13. | 6. Februar 1977   | Toronto      | Teppich (i) | Ross Case      | Wojciech Fibak Tom Okker  | 4:6, 1:6             |

### Mixed

#### Turniersiege
| Nr | Datum         | Turnier   | Platzbelag | Partnerin      | Finalgegner                | Ergebnis      |
| -- | ------------- | --------- | ---------- | -------------- | -------------------------- | ------------- |
| 1. | 21. Juni 1976 | Wimbledon | Rasen      | Françoise Dürr | Rosie Casals Dick Stockton | 6:3, 2:6, 7:5 |

#### Finalteilnahmen
| Nr | Datum           | Turnier                  | Platzbelag | Partnerin   | Finalgegner                 | Ergebnis   |
| -- | --------------- | ------------------------ | ---------- | ----------- | --------------------------- | ---------- |
| 1. | 22. Juni 1965   | Wimbledon                | Rasen      | Judy Tegart | Margaret Smith Ken Fletcher | 10:12, 3:6 |
| 2. | 20. Januar 1967 | Australian Championships | Rasen      | Judy Tegart | Lesley Turner Owen Davidson | 7:9, 4:6   |

## Abschneiden bei Grand-Slam-Turnieren

### Einzel
| Turnier         | 1963 | 1964 | 1965 | 1966 | 1967 | 1968 | 1969 | 1970 | 1971 | 1972 | 1973 | 1974 | 1975 | 1976 | 1977 | 1978 | 1979 | 1980 | Karriere |
| --------------- | ---- | ---- | ---- | ---- | ---- | ---- | ---- | ---- | ---- | ---- | ---- | ---- | ---- | ---- | ---- | ---- | ---- | ---- | -------- |
| Australian Open | —    | —    | HF   | —    | HF   | —    | HF   | VF   | AF   | —    | —    | 2    | HF   | VF   | AF/1 | VF   | AF   | —    | HF       |
| French Open     | —    | —    | —    | S    | —    | —    | HF   | —    | —    | —    | —    | —    | —    | —    | —    | —    | —    | —    | S        |
| Wimbledon       | 1    | 2    | 2    | VF   | 2    | F    | HF   | VF   | 1    | —    | —    | 3    | HF   | AF   | —    | 1    | —    | —    | F        |
| US Open         | 3    | 1    | —    | 3    | —    | AF   | F    | F    | —    | —    | —    | 3    | 2    | —    | —    | —    | —    | —    | F        |

### Doppel
| Turnier         | 1963 | 1964 | 1965 | 1966 | 1967 | 1968 | 1969 | 1970 | 1971 | 1972 | 1973 | 1974 | 1975 | 1976 | 1977 | 1978 | 1979 | 1980 | Karriere |
| --------------- | ---- | ---- | ---- | ---- | ---- | ---- | ---- | ---- | ---- | ---- | ---- | ---- | ---- | ---- | ---- | ---- | ---- | ---- | -------- |
| Australian Open | —    | —    | S    | —    | S    | —    | HF   | AF   | S    | HF   | —    | HF   | HF   | S    | S/VF | 1    | —    | —    | S        |
| French Open     | —    | —    | —    | —    | S    | —    | S    | —    | —    | —    | —    | —    | —    | —    | —    | —    | —    | —    | S        |
| Wimbledon       | —    | —    | S    | —    | —    | S    | S    | S    | 1    | —    | —    | S    | 1    | 1    | —    | AF   | —    | —    | S        |
| US Open         | —    | —    | —    | —    | S    | VF   | VF   | 2    | —    | —    | —    | HF   | 2    | —    | —    | —    | —    | —    | S        |

### Mixed
| Turnier         | 1963 | 1964 | 1965 | 1966 | 1967 | 1968 | 1969 | 1970 | 1971 | 1972 | 1973 | 1974 | 1975 | 1976 | 1977 | 1978 | 1979 | 1980 | Karriere |
| --------------- | ---- | ---- | ---- | ---- | ---- | ---- | ---- | ---- | ---- | ---- | ---- | ---- | ---- | ---- | ---- | ---- | ---- | ---- | -------- |
| Australian Open | —    | —    | —    | —    | —    | —    | HF   | —    | —    | —    | —    | —    | —    | —    | —    | —    | —    | —    | HF       |
| French Open     | —    | —    | —    | —    | —    | —    | AF   | —    | —    | —    | —    | —    | —    | —    | —    | —    | —    | —    | AF       |
| Wimbledon       | —    | —    | —    | —    | —    | —    | —    | —    | —    | —    | —    | —    | —    | S    | —    | —    | —    | —    | S        |
| US Open         | —    | —    | —    | —    | —    | —    | —    | —    | —    | —    | —    | —    | 1    | —    | —    | —    | —    | —    | 1        |

## Trainer
Nach seiner Karriere als Spieler wurde Roche Trainer. Sein prominentester Schützling nach Ivan Lendl war Roger Federer.
Im Mai 2007 trennte sich Roger Federer von Tony Roche. Dieser hatte ihn seit 2005 bei wichtigen Turnieren betreut. Daraufhin wurde Tony Roche im Juli 2007 von Lleyton Hewitt engagiert, der sich mit seiner Hilfe die Rückkehr an die Weltspitze versprach. Die Zusammenarbeit wurde 2009 beendet, im November 2010 jedoch wieder aufgenommen.

## Auszeichnungen
Roche wurde 1981 zum Member of the Order of the British Empire und 2001 zum Officer of the Order of Australia ernannt. 1986 wurde er in die International Tennis Hall of Fame und 1990 in die Sport Australia Hall of Fame aufgenommen. 2001 wurde er mit der Centenary Medal ausgezeichnet.